# 上原勇作
上原勇作（日语：、1856年12月6日—1933年11月8日），日本明治～昭和时期的陸軍軍人。元帥陸軍大将從一位大勲位功二級子爵。陸軍大臣、教育总监、参謀本部参謀总長。日向国都城（現宫崎县都城市）出身。妻子是野津道貫的女儿槙子。山縣有朋、桂太郎等長州閥元老凋落後，成为陸軍強力的上原閥一派。

## 人物
安政3年（1856年）、薩摩藩島津氏重臣龍岡資弦的次男。
1875年（明治8年）被上原家收为養子。陸軍幼年学校毕业，1879年（明治12年），陸軍士官学校毕业（同期有秋山好古等）。1881年（明治14年）留学法国，为日本工兵的现代化作出贡献，被称为「日本工兵之父」。清日战争时期任岳父野津道貫第1軍的参謀，日俄战争任野津第4軍的参謀長。1907年（明治40年）以軍功受封男爵。
1912年（明治45年），石本新六死後、担任第二次西园寺内阁陸軍大臣。陸軍提出的2個師団増設案因緊縮財政的理由被拒否后辞任。
1921年（大正10年）授封子爵、元帥。
1933年（昭和8年），胃潰瘍与心脏病发作，在東京・大井鹿島町的府邸死去。享年77。

## 脚注
1. ↑  龍岡氏は都城島津家の分家にあたるため、上原は薩摩藩では陪臣の出ながら血統の上では門閥に属した。